# Euphorbia goudotii
Euphorbia goudotii är en törelväxtart som beskrevs av Pierre Edmond Boissier. Euphorbia goudotii ingår i släktet törlar, och familjen törelväxter.
Artens utbredningsområde är Colombia. Inga underarter finns listade i Catalogue of Life.